# Ctenognophos methoria
Ctenognophos methoria är en fjärilsart som beskrevs av Louis Beethoven Prout 1926. Ctenognophos methoria ingår i släktet Ctenognophos och familjen mätare. Inga underarter finns listade i Catalogue of Life.